# 卡舍爾鎮區 (明尼蘇達州斯威夫特縣)
卡舍爾鎮區（英語：Cashel Township）是位於美國明尼蘇達州斯威夫特縣的一個行政鎮區。

## 地方資料
卡舍爾鎮區的面積為92.97平方千米，皆為陸地。根據2020年美國人口普查的數據，當地共有人口147人，而人口密度為每平方千米1.58人。